# RL-kredsløb
Et RL-kredsløb er et elektrisk kredsløb, der består af en modstand ({\displaystyle R}) og en spole ({\displaystyle L}) og er et typisk regneeksempel i undervisning.
Hvis modstanden følger Ohms lov, er spændingen {\displaystyle U_{R}} over den givet ved:
{\displaystyle U_{R}=RI}
hvor {\displaystyle R} er modstanden, og {\displaystyle I} er strømstyrken. Spændingen over spolen virker derimod imod en stigende strømstyrke:
{\displaystyle U_{L}=-L{\frac {{\text{d}}I}{{\text{d}}t}}}
hvor {\displaystyle L} er spolens induktans. Hvis modstanden og spolen forbindes i serie med en strømkilde med spændingen {\displaystyle U} gælder ligheden:
{\displaystyle U=U_{R}-U_{L}}
hvor spændingen over spolen er negativ, da den virker i den modsatte retning. Dvs.
{\displaystyle U=RI+L{\frac {{\text{d}}I}{{\text{d}}t}}}
Dette er en inhomogen førsteordens-differentialligning, der beskriver strømstyrkens udvikling over tid.
Hvis strømkilden tilsluttes pludseligt med en kontakt, er start-strømmen nul. Løsningen er da:
{\displaystyle I(t)={\frac {U}{R}}\left(1-{\text{e}}^{-{\tfrac {R}{L}}t}\right)}
Det ses, at strømmen stabiliserer sig over tid. For uendelig tid ændrer strømmen sig ikke længere:
{\displaystyle I={\frac {U}{R}}}
Da strømmen ikke længere ændrer sig, spiller spolen ingen rolle.